# Marta Cammilletti
Marta Cammilletti (Garbagnate Milanese, 9 aprile 1984) è una schermitrice italiana, specializzata nel fioretto.

## Biografia

### Carriera sportiva
Marta inizia a fare scherma nel 1989, con il Maestro Giulio Molteni, nella società milanese della Gladius per passare successivamente alla Pro Patria di Busto Arsizio. 
Nella categoria under 14 si aggiudica quattro titoli italiani.
Nel 2001 si classifica quinta ai Mondiali giovanili di Danzica.
Due anni dopo, grazie alla vittoria nella tappa di Pistoia e ai secondi posti di Bochum e Waldkirch, è terza nella coppa del mondo under-20. Partecipa poi ad altre tre edizioni dei Mondiali di categoria vincendo, sempre a squadre, la medaglia d'oro a Trapani 2003 e le medaglia di bronzo ad Adalia 2002 e Plovdiv 2004.
Nel 2009 raggiunge il podio ai campionati assoluti di Tivoli dove è terza.
Nel 2010 viene convocata per i Campionati mondiali militari di scherma di La Guaira, dove vince l'oro a squadre e l'argento individuale.
Nel 2014 arriva seconda ai campionati italiani, dietro solo a Martina Batini.

## Palmarès

### Campionati italiani
Individuale
- Argento nel fioretto a Acireale 2014
- Bronzo nel fioretto a Tivoli 2009

A squadre

### Mondiali militari
Individuale
- Argento nel fioretto a La Guaira 2010

A squadre
- Oro nel fioretto a La Guaira 2010

### Altri risultati
Mondiali giovanili
Individuale
A squadre
- Oro nel fioretto a Trapani 2003
- Bronzo nel fioretto ad Adalia 2002
- Bronzo nel fioretto a Plovdiv 2004

Europei giovani
Individuale
A squadre
- Argento nel fioretto a Parenzo 2003